# Norvel Pelle
Norvel Pelle (Saint John, 3 de febrero de 1993) es un baloncestista antiguano-libanés que posee también la nacionalidad estadounidense y que pertenece a la plantilla del Shahrdari Gorgan BC de la Superliga de Baloncesto de Irán. Con 2,08 metros de estatura, juega en la posición de pívot.

## Trayectoria deportiva

### Primeros años
Residente en Estados Unidos desde pequeño, jugó en su etapa de instituto en el Price High School de Compton, California, siendo elegido el mejor pívot del país de su edad, fue rechazado primero por la Universidad St. John's y posteriormente por Iona College por motivos estrictamente académicos, al no alcanzar el nivel mínimo requerido.

### Profesional

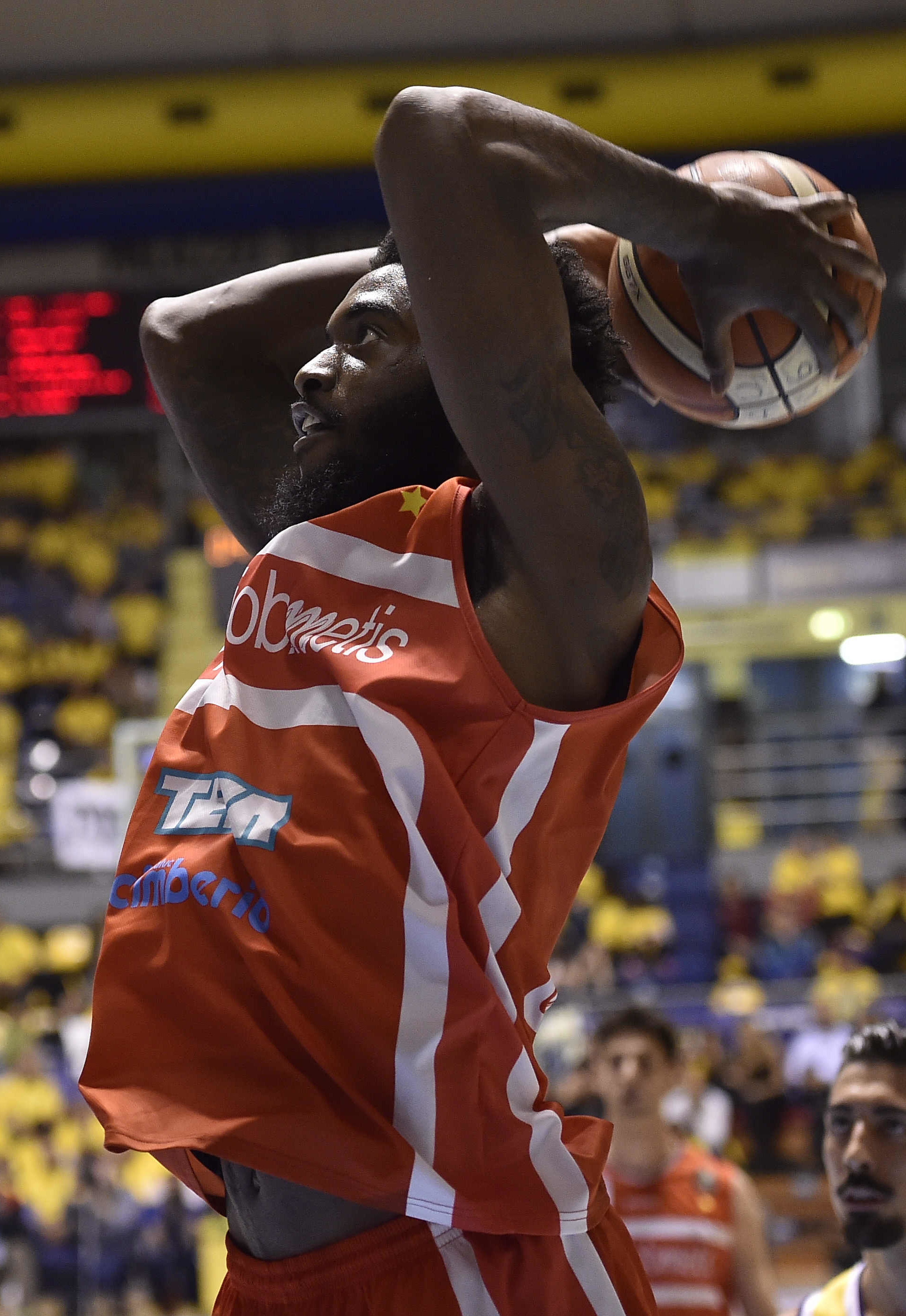
Pelle con Pallacanestro Varese en 2017.

Tras fracasar en su intento de entrar en el Draft de la NBA de 2013 por no haber pasado por la universidad ni haber jugado un año como profesional, sí que fue elegido en al sexta posición del Draft de la NBA D-League de ese año por los Delaware 87ers. Jugó una temporada, en la que promedió 5,5 puntos, 3,1 rebotes y 1,4 tapones por partido, el mejor del equipo en este último apartado, a pesar de jugar poco más de 13 minutos por partido.
En julio de 2014 fichó por los Dacin Tigers de Taiwán, donde jugó 30 partidos como titular, promediando 15,3 puntos, 14,2 rebotes y 3,0 tapones por partido. Regresó en marzo de 2015 a los 87ers para jugar los últimos cuatro partidos de la temporada, promediando 5,3 puntos, 3,0 rebotes y 2,3 tapones.
Al año siguiente fichó por el Homenetmen Beirut de Líbano, donde jugó una temporada en la que promedió 11,7 puntos, 12,7 rebotes y 2,9 tapones, liderando la liga de aquel país en tapones y acabando como segundo mejor reboteador.
En julio de 2016 firmó por fin contrato con un equipo de una liga de primer nivel, el Pallacanestro Varese italiano.
[actualizar]
El 2 de julio de Pelle firma un contrato dual con Philadelphia 76ers. El 7 de febrero su acuerdo se convierte en contrato estándar, y llega a disputar 24 partidos.
El 28 de enero de 2021, Pelle firma con Brooklyn Nets. Pero el 16 de febrero de 2021, fue cortado por los Nets tras disputar 3 encuentros. El 21 de febrero firma brevemente con los Canton Charge de la G League. Y cuatro días después un contrato de 10 días con Sacramento Kings. Tras quedarse sin equipo después de disputar un encuentro con los Kings, el 2 de abril, firma otro contrato de 10 días con New York Knicks. Firma un segundo contrato de 10 días y, finalmente, los Knicks le ofrecen un contrato multianual el 21 de abril.
El 25 de diciembre de 2021, Pelle firmó un contrato de 10 días con los Boston Celtics. Pero no llegó a debutar, y el 7 de enero firmó otro contrato de 10 días con Utah Jazz, debutando ese mismo día ante Toronto Raptors. Tras tres encuentros con los Jazz, regresa a los Cleveland Charge de la NBA G League.
El 4 de agosto de 2022 firma un contrato no garantizado con Portland Trail Blazers, pero es cortado en septiembre. El 24 de octubre se une a los Fort Wayne Mad Ants de la G League.
El 14 de febrero de 2023 es traspasado a Capitanes de Ciudad de México.
El 8 de septiembre de 2023 fue contratado por el Shahrdari Gorgan BC de la Superliga de Baloncesto de Irán.

### Selección nacional
Norvel es ciudadano de Antigua y Barbuda, del Líbano, y de Estados Unidos pero representa al Líbano a nivel internacional. Debutó con su selección en el Campeonato FIBA Asia de 2017.

## Estadísticas de su carrera en la NBA

### Temporada regular
| Año     | Equipo       | PJ | PT | MPP | %TC  | %3P  | %TL  | RPP | APP | ROB | TPP | PPP |
| ------- | ------------ | -- | -- | --- | ---- | ---- | ---- | --- | --- | --- | --- | --- |
| 2019-20 | Philadelphia | 24 | 0  | 9.7 | .521 | .000 | .500 | 3.0 | .3  | .1  | 1.3 | 2.4 |
| 2020-21 | Brooklyn     | 3  | 0  | 9.3 | .429 | —    | —    | 2.3 | .0  | .0  | 1.0 | 2.0 |
| 2020-21 | Sacramento   | 1  | 0  | 4.0 | .000 | —    | .750 | 1.0 | 1.0 | .0  | .0  | 3.0 |
| 2020-21 | New York     | 9  | 0  | 5.8 | .714 | —    | .500 | 1.2 | .1  | .1  | .7  | 1.2 |
| 2021-22 | Utah         | 3  | 0  | 6.3 | .600 | —    | —    | 2.0 | .0  | .0  | .3  | 2.0 |
| Total   | Total        | 40 | 0  | 8.4 | .529 | .000 | .550 | 2.4 | .3  | .1  | 1.0 | 2.1 |

### Playoffs
| Año   | Equipo       | PJ | PT | MPP | %TC | %3P | %TL | RPP | APP | ROB | TPP | PPP |
| ----- | ------------ | -- | -- | --- | --- | --- | --- | --- | --- | --- | --- | --- |
| 2020  | Philadelphia | 1  | 0  | 7.0 | —   | —   | —   | .0  | .0  | 1.0 | 1.0 | .0  |
| Total | Total        | 1  | 0  | 7.0 | —   | —   | —   | .0  | .0  | 1.0 | 1.0 | .0  |